# Экспериментальный рок
Эксперимента́льный рок (англ. Experimental rock или аванга́рд-рок, англ. avant-rock) — поджанр рок-музыки, который раздвигает границы общей композиции и техники исполнения либо экспериментирует с основными элементами жанра. Исполнители стремятся к освобождению и инновациям, причем некоторые из отличительных черт жанра — это импровизационные выступления, влияние авангарда, «странная» инструментовка (присутствие нестандартных для рока инструментов), сложные тексты песен (или вообще их отсутствие), неортодоксальные структуры и ритмы, а также скрытый отказ от коммерческих стремлений.
С самого начала рок-музыка была экспериментальной, но только в конце 1960-х годов рок-исполнители начали создавать расширенные и сложные композиции с помощью достижений в области многодорожечной записи. В 1967 году этот жанр был столь же коммерчески жизнеспособен, как и поп-музыка, но к 1970 году большинство его ведущих исполнителей были «выведены из строя» в той или иной форме. В Германии поджанр краут-рок объединил элементы импровизации и психоделического рока с авангардными и современными классическими произведениями. Позднее, в 1970-х годах, значительное музыкальное скрещивание произошло в тандеме с развитием панка и нью-вейва, экспериментирования с DIY-эстетикой и электронной музыки. Фанк, джаз-рок и фьюжн-ритмы также стали интегрироваться в экспериментальную рок-музыку.
Первая волна экспериментальных рок-групп 1980-х годов имела мало прямых прецедентов для своего звучания. Позже в этом десятилетии авангардный рок преследовал психоделическую эстетику, которая отличалась от самосознания и бдительности более раннего пост-панка. В течение 1990-х годов свободное движение, известное как пост-рок, стало доминирующей формой экспериментального рока. С 2010-х годов термин «экспериментальный рок» стал широко использоваться, и многие современные рок-группы были классифицированы по таким префиксам, как «пост-», «краут-», «психоделический», «арт-», «прогрессивный», «авангардный» и «нойз-».

## История

### 1960-е — 1970-е гг.
В конце 1960-х и начале 1970-х годов, как выразился Лу Рид, были те, кто пытался стать гораздо лучшими музыкантами или, во всяком случае, гораздо лучше играть на своих инструментах, и те, кто пытался забыть то немногое, что они уже знали. В последнем случае презумпция состояла в том, что технический навык становится на пути к значению либо заменяет его.
Хотя экспериментирование всегда существовало в рок-музыке, только в конце 1960-х годов появились новые открытия, связанные с эстетическим пересечением с социальным. В 1966 году границы между поп-музыкой и авангардом начали размываться, поскольку рок-альбомы были задуманы и исполнены как отдельные, расширенные выражения. Рок-музыканты-самоучки в середине и конце 1960-х годов черпали вдохновение из произведений таких композиторов, как Джон Кейдж, Карлхайнц Штокхаузен и Лучано Берио. Академик Билл Мартин пишет: «в случае артистов-подражателей то, что получилось, почти всегда было просто производным, тогда как в случае рок-музыки результат мог быть вполне оригинальным, потому что ассимиляция, синтез и подражание — неотъемлемые части языка рока».

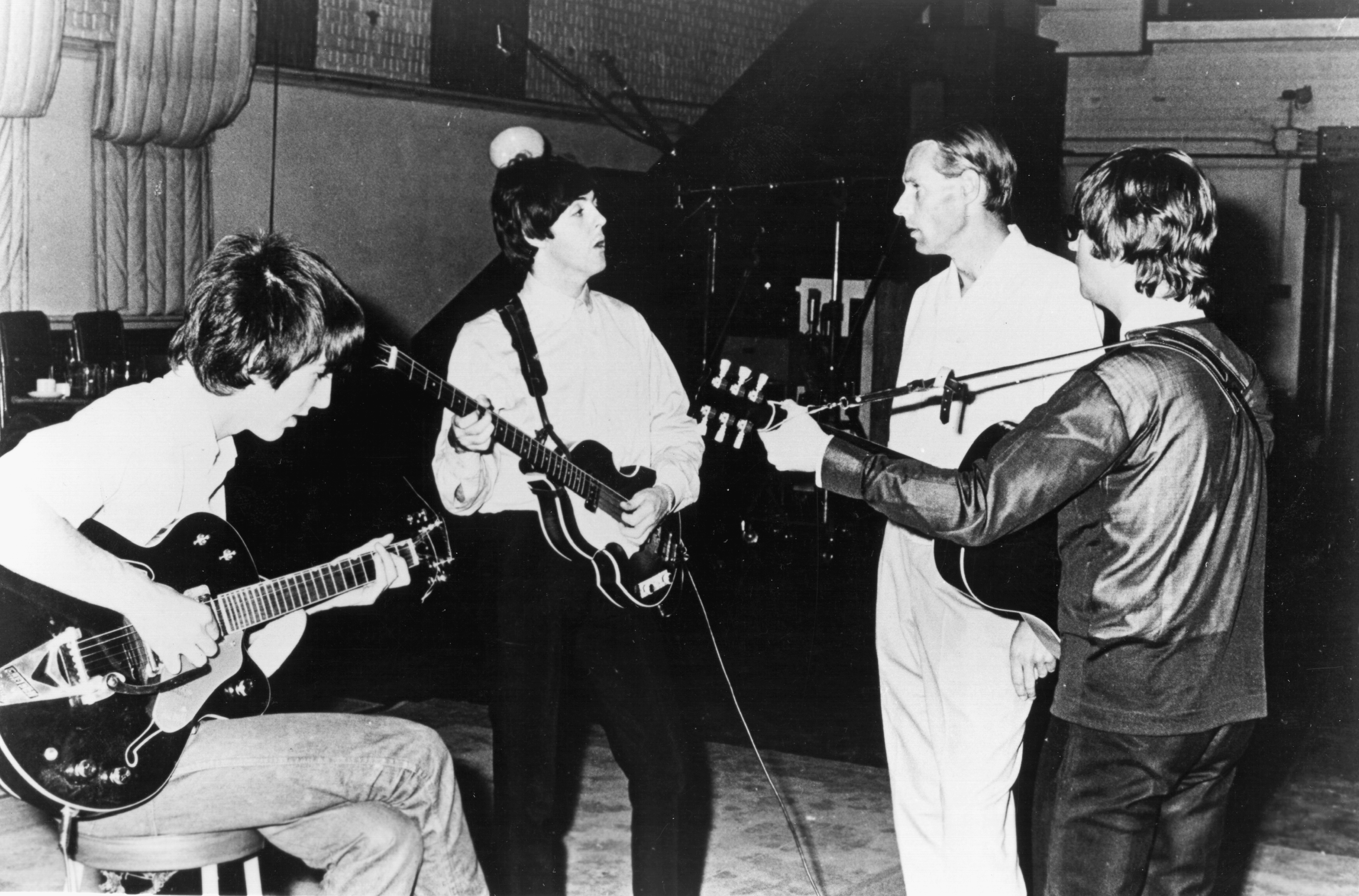
The Beatles работают в студии вместе со своим продюсером Джорджем Мартином, 1965 год

Мартин говорит, что передовые технологии многодорожечной записи и микшерных пультов были более влиятельны для экспериментального рока, чем электронные инструменты, такие как синтезатор, что позволило The Beatles и The Beach Boys стать первой культурой неклассически подготовленных музыкантов, которые создают протяжённые и сложные композиций. Опираясь на влияние Джорджа Мартина, продюсера The Beatles и Брайана Уилсона из The Beach Boys, музыкальные продюсеры после середины 1960-х годов начали рассматривать студию звукозаписи как инструмент, используемый для облегчения процесса сочинения. Когда альбом Pet Sounds (1966 г.) группы The Beach Boys был выпущен и продержался в британских чартах в топ-10 четыре месяца, многие британские группы отреагировали на альбом как на более экспериментальный релиз с использованием методов звукозаписывающей студии.

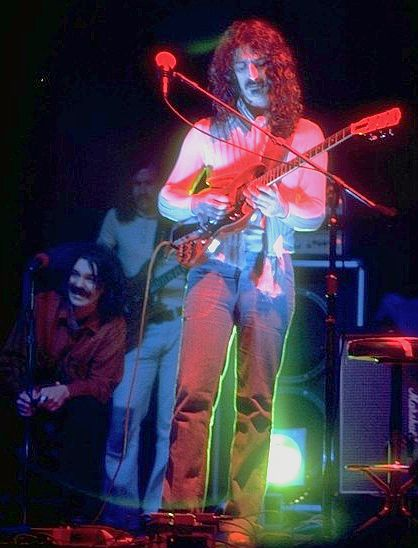
Фрэнк Заппа и Капитан Бифхарт, сидящий слева, во время концерта 1975 года

В конце 1960-х годов такие группы, как The Mothers of Invention, The Velvet Underground, The Fugs, The Beatles и The Jimi Hendrix Experience, начали включать в свою работу элементы авангардной музыки, звукового коллажа и поэзии. Историк Дэвид Симонелли пишет, что, в дополнение к композиции «Tomorrow Never Knows» группы The Beatles (Revolver, 1966), в феврале 1967 года был выпущен двойной сингл, объединяющий песни «Strawberry Fields Forever» и «Penny Lane», который «установил группу как самых авангардных рок-композиторов послевоенной эпохи». Помимо The Beatles, писатель Дойл Грин называет Фрэнка Заппу, группу The Velvet Underground, Plastic Ono Band, Капитана Бифхарта, Pink Floyd, The Soft Machine и Нико «пионерами авангардного рока». Кроме того, Бен Грэм из Quietus назвал дуэты Silver Apples и Suicide предшественниками авангардного рока.
По мнению Стюарта Розенберга, первой «примечательной» экспериментальной рок-группой стали The Mothers of Invention, возглавляемая композитором Фрэнком Заппой. Дойл Грин признал дебютный альбом группы, Freak Out!, как ознаменование «появления авангард-рокового студийного альбома», в то время, как презентацию Уорхола для концертов The Velvet Underground переосмыслением параметров рок-концерта. По словам автора Келли Фишер Лоу, Заппа «задал тон» экспериментальному року тем, как он включил «контртекстурные аспекты… обращающие внимание на саму записанность альбома». Это отразилось в современных экспериментальных рок-пластинках, например, Pet Sounds и Smile группы The Beach Boys, The Who Sell Out (1967 г.) и Tommy (1969 г.) группы The Who, а также Sgt. Pepper's Lonely Hearts Club Band (1967 г.) группы The Beatles. The Velvet Underground были «новаторской группой в экспериментальном роке», по словам Розенберга, «ещё более отстающей от популярной культуры, чем ранние записи The Mothers of Invention». Группа играла экспериментальный рок в 1965 году, прежде чем появились другие значительные контркультурные рок-сцены, первопроходцы авангард-рока, благодаря их интегрированию минималистского рока и авангардных идей.
Альбом Sgt, Peppers… группы The Beatles вдохновил на новое рассмотрение экспериментального рока как на коммерчески жизнеспособную музыку. Как только группа выпустила свой фильм «Волшебное таинственное путешествие» в декабре 1967 года, писатель Барри Фолк написал следующее: «поп-музыка и экспериментальный рок были [вкратце] синонимами, и The Beatles стояли на вершине прогрессивного движения в музыкальном капитализме». По мере развития прогрессивного рока, экспериментальный рок приобрёл известность наряду с таким жанром как арт-рок. К 1970 году большинство музыкантов, находившихся на переднем краю экспериментального рока, сами себя «вывели из строя». С тех пор идеи и работы британского музыканта и бывшего члена группы Roxy Music Брайана Ино, который предложил, чтобы идеи из мира искусства, включая идеи экспериментальной музыки и авангарда, развёрнутые в контексте экспериментального рока, были ключевыми инновациями на протяжении всего десятилетия.

### Краут-рок
В конце 1960-х и начале 1970-х годов немецкая «краут-рок» сцена (также называемая kosmische или elektronische musik) увидела, как разные группы развивают форму экспериментального рока, опирающаяся на рок-музыку как первоисточник, такие как The Velvet Underground и Фрэнк Заппа, а также более широкие влияния авангарда. Такие группы, как Can, Faust, Neu!, Amon Düül II, Ash Ra Tempel, Kraftwerk, Tangerine Dream и Popol Vuh объединили элементы психоделического рока с электронной музыкой, фанковыми ритмами, джазовой импровизацией, авангардными и современными классическими композициями, а также новыми электронными инструментами. Идеи минимализма и таких композиторов, как Штокхаузен, оказались особенно влиятельными. Это направление частично родилось из студенческих движений 1968 года, поскольку немецкая молодёжь стремилась к уникальной контркультурной идентичности и хотела развивать форму немецкой музыки, отличную от основной музыки того периода.

### Конец 1970-х — наши дни
В конце 1970-х годов пост-панк-движение было задумано как разрыв с рок-традицией, исследование новых возможностей, охватывающих электронику, нойз, джаз и классический авангард, а также производственные методы с такими жанрами, как даб и диско. В эту эпоху фанк, джаз-рок и фьюжн-ритмы стали интегрироваться в экспериментальную рок-музыку. Некоторые группы, которые были отнесены к категории «пост-панк», считали себя частью экспериментальной рок-траектории, причём группа This Heat была одним из выдающихся исполнителей в данном стиле. В конце 1970-х годов ноу-вейв-сцена состояла из нью-йоркских экспериментальных рок-групп, которые стремились порвать с нью-вейв, и которые, по словам редактора из Village Voice Стива Андерсона, преследовали грубый редукционизм, который бы «подрывал силу и мистику рок-авангарда, лишая его традиции „реагировать против“». Андерсон утверждает, что ноу-вейв-сцена представляла собой «последнее стилистически сплочённое авангард-рок-движение Нью-Йорка».

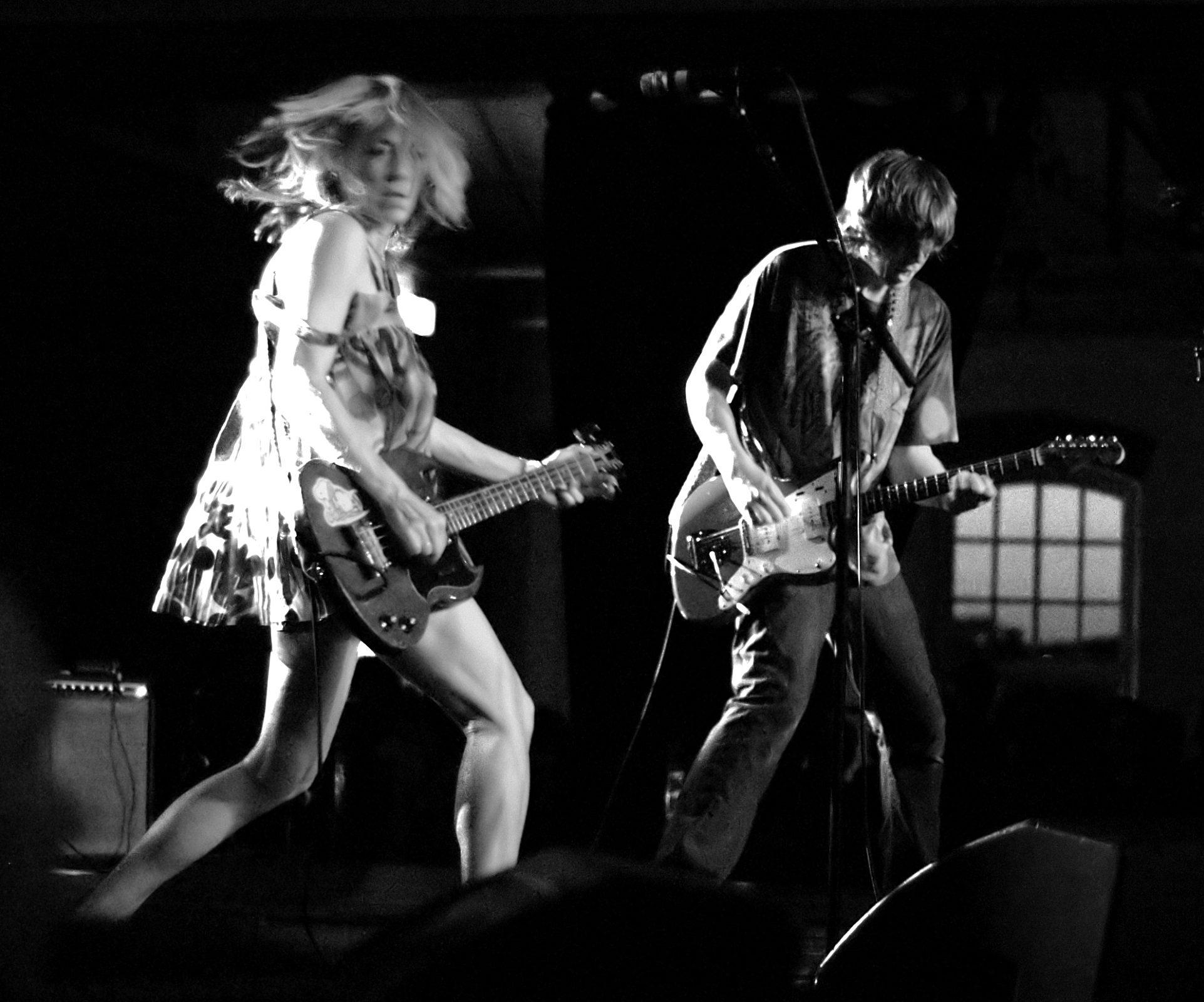
Выступление группы Sonic Youth в Швеции, 2005 год

По словам музыкального электронного журнала Pitchfork, в начале 1980-х годов авангардный рок значительно развивался после панк-рока и нью-вейва, экспериментов с DIY-эстетикой, электронной музыки и скрещивания с музыкой прошлого десятилетия. Доминик Леоне из Pitchfork утверждает, что первая волна экспериментальных рок-групп 1980-х годов, включающая таких исполнителей, как Material, The Work, This Heat, группа Орнетта Коулмана Prime Time, Джеймс «Blood» Алмер, Last Exit и Massacre, имела мало прямых прецедентов для их звучания. Стив Редхэд отметил возрождение нью-йоркской авангардной рок-сцены, благодаря таких исполнителей, как Sonic Youth и Джон Зорн, в 1980-х годах. По словам журналиста Дэвида Стаббса, «ни одна другая крупная рок-группа не сделала так много, чтобы попытаться преодолеть разрыв между роком и авангардом», как Sonic Youth, которые опирались на импровизацию и нойз, а также на The Velvet Underground.
В конце 1980-х годов авангардный рок преследовал «измотанную, психоделически окрашенную, „блаженную“» эстетику, которая отличалась от самосознания и бдительности более раннего пост-панка. Британская шугейз-сцена рассматривалась некоторыми как продолжение традиции экспериментальной рок-музыки. В Pitchfork описывали таких современных групп как My Bloody Valentine, Spacemen 3 и The Jesus and Mary Chain как «икон авангардного рока». По словам музыкальных критиков Пола Хегарти и Мартина Холливелла, некоторые авангардные рок-исполнители 1980-х и начала 1990-х годов, такие как британские музыканты Дэвид Сильвиан и группа Talk Talk, вернулись к идеям прогрессивного рока, который они называют «пост-прогрессивным». В течение 1990-х годов свободное движение, известное как пост-рок, стало доминирующей формой экспериментального рока. В ответ на традиционную формулу рок-музыки, пост-рок-исполнители объединили стандартную рок-инструментовку с электроникой и влиянием таких стилей, как эмбиент, IDM, краут-рок, минимализм и джаз. В 2015 году редактор из Quietus Брайан Брасси отметил неопределённость связанную с термином «экспериментальный рок», и что «похоже, что каждая рок-группа сегодня имеет какой-то префикс для обозначения своего направления, например „пост-“, „краут-“, „психоделический“ или „нойз-“».

## Комментарии
1. ↑  В популярной музыке начала 1960-х годов для продюсеров, авторов песен и инженеров было обычным делом свободно экспериментировать с музыкальной формой, аранжировками, неестественной реверберацией и другими звуковыми эффектами. Некоторые из наиболее известных примеров — это производственная формула «стена звука» Фила Спектора и использование Джо Миком самодельной электроники для таких групп, как The Tornados[19].
2. ↑  The Beach Boys, вслед за альбомом Pet Sounds, выпустили несколькими месяцами спустя сингл «Good Vibrations» (1966), который считается важной вехой в развитии рок-музыки[21], а также вместе с альбомом Revolver группы The Beatles, главным сторонником революционизации рок-музыки от живых концертных выступлений до студийных постановок, которые могли существовать только на записи[22].
3. ↑  Писатель Барри Майлз так прокомментировал группу Pink Floyd: «они были первыми людьми, которых я когда-либо слышал, которые сочетали какой-то интеллектуальный эксперимент с рок-н-роллом». Фотограф Джон Хопкинс[англ.] вспоминает: «группа не играла музыку, они играли звуки. Волны и стены звука, совершенно непохожие на все, что кто-либо в рок-н-ролле играл раньше. Это было похоже на людей в серьезной, непопулярной музыке»[26].
4. ↑  По словам журнала Clash Music, дебютный альбом группы, выпущенный в марте 1967 года The Velvet Underground & Nico стал первой записью в стиле арт-рок[33].
5. ↑  Билл Мартин считает, что «почти всё интересное и творческое в рок-музыке, что появилось примерно после 1970 года, так или иначе находится под влиянием прогрессивного рока»[36]. Особое влияние на рок-музыкантов оказали: улучшение музыкального мастерства, широкая эклектика, утопизм, романтизм и стремление к экспериментам[36].